# Glaucocharis
Glaucocharis é um gênero de mariposa pertencente à família Crambidae.